# エドゥアール・ジョゼフ・ダンタン
エドゥアール・ジョゼフ・ダンタン（Édouard Joseph Dantan、1848年8月26日 – 1897年7月7日）はフランスの画家である。アカデミック美術の画家で、神話などを題材にした絵画や芸術家の人物画を描いた。

## 略歴
パリで彫刻家、アントワーヌ・ローラン・ダンタンの息子に生まれた。叔父のジャン＝ピエール・ダンタンも人物の特徴を誇張した彫刻で人気のあった彫刻家であった。エドゥアール・ジョゼフ・ダンタンはパリ国立高等美術学校に入学し、イジドール・ピルスやアンリ・ラマンから絵を学んだ。1869年にパリのサロンに初めて出展したが、普仏戦争が始まると、しばらく軍務についた。
戦争が終わった後、サロンへの出展を再開し、神話を題材にした作品などを1895年まで出展し、1890年、1894年、1895年にはサロンの審査員も務めた。
ジャン＝バティスト・カミーユ・コロー、エドゥアール・マネといった著名な画家のモデルを務めたイタリア人女性、アゴスティーナ・セガトーリと1873年から1884年の間、愛人関係にあり、1873年には息子も生まれた。ダンタンと別れた後、アゴスティーナは1885年にカフェ・タンブランを開き、フィンセント・ファン・ゴッホの1887年の作品「カフェ・タンブランの女」のモデルになっている。
ダンタンは夏をノルマンディー、カルヴァドス県のヴィレルヴィル(Villerville)で過ごすようになっていたが、1897年7月、ヴィレルヴィルで乗っていた馬車が村の教会に激しく衝突する事故で没した。

## 作品

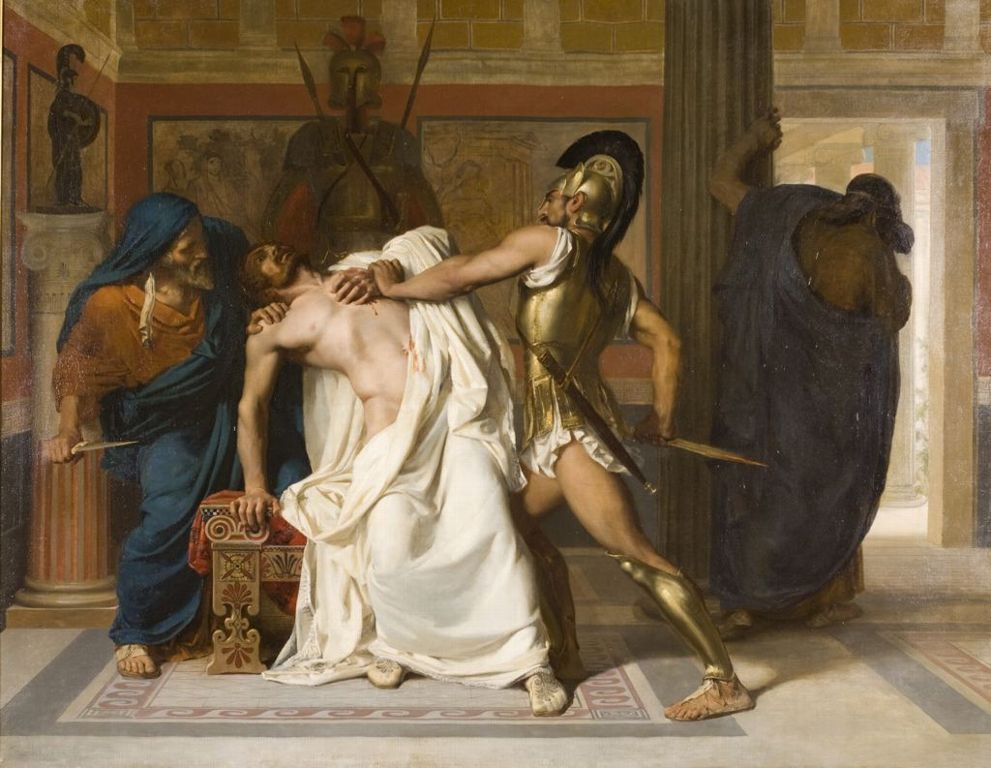
ティモファネスの死
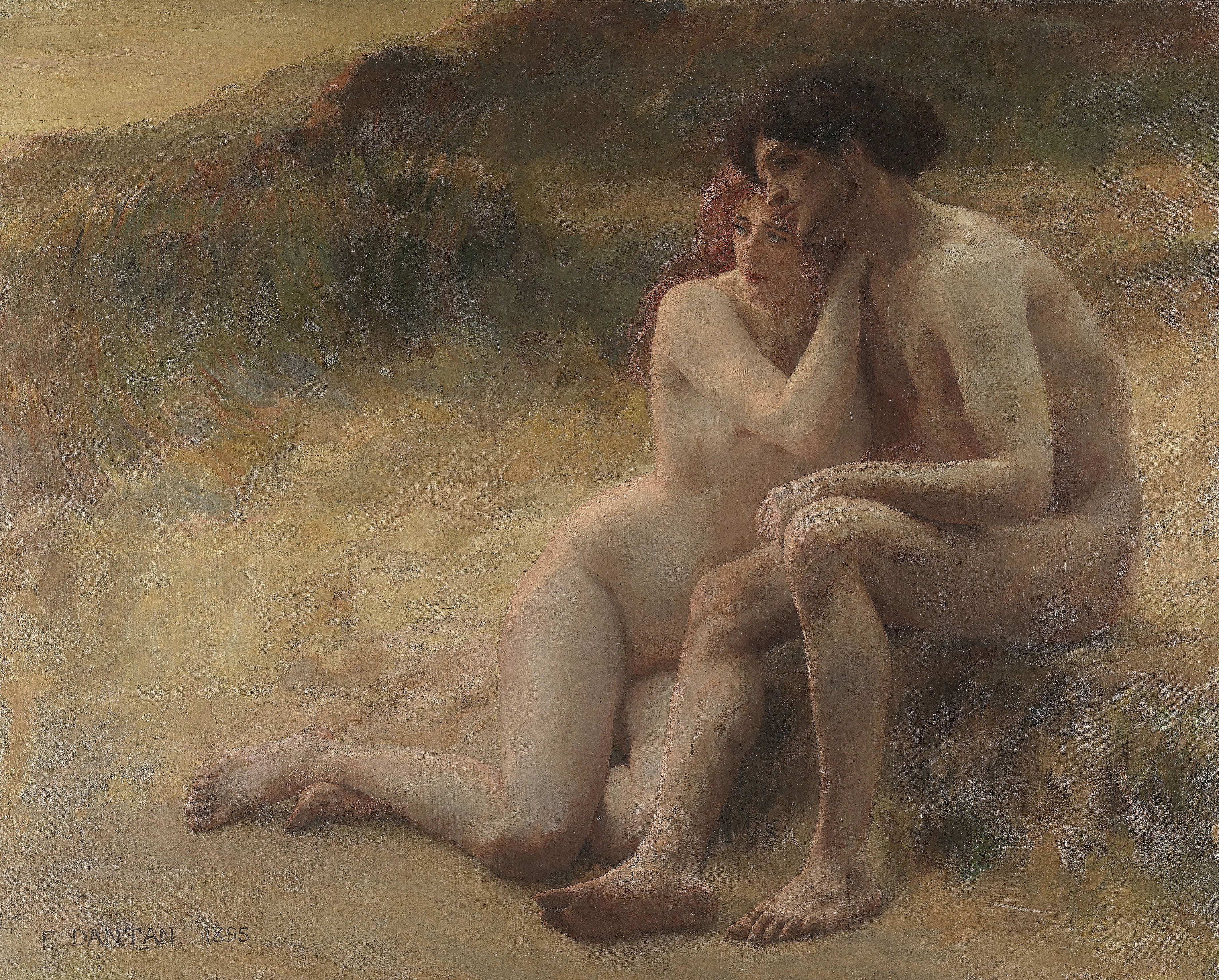
"Le temps passe vite" (1895)
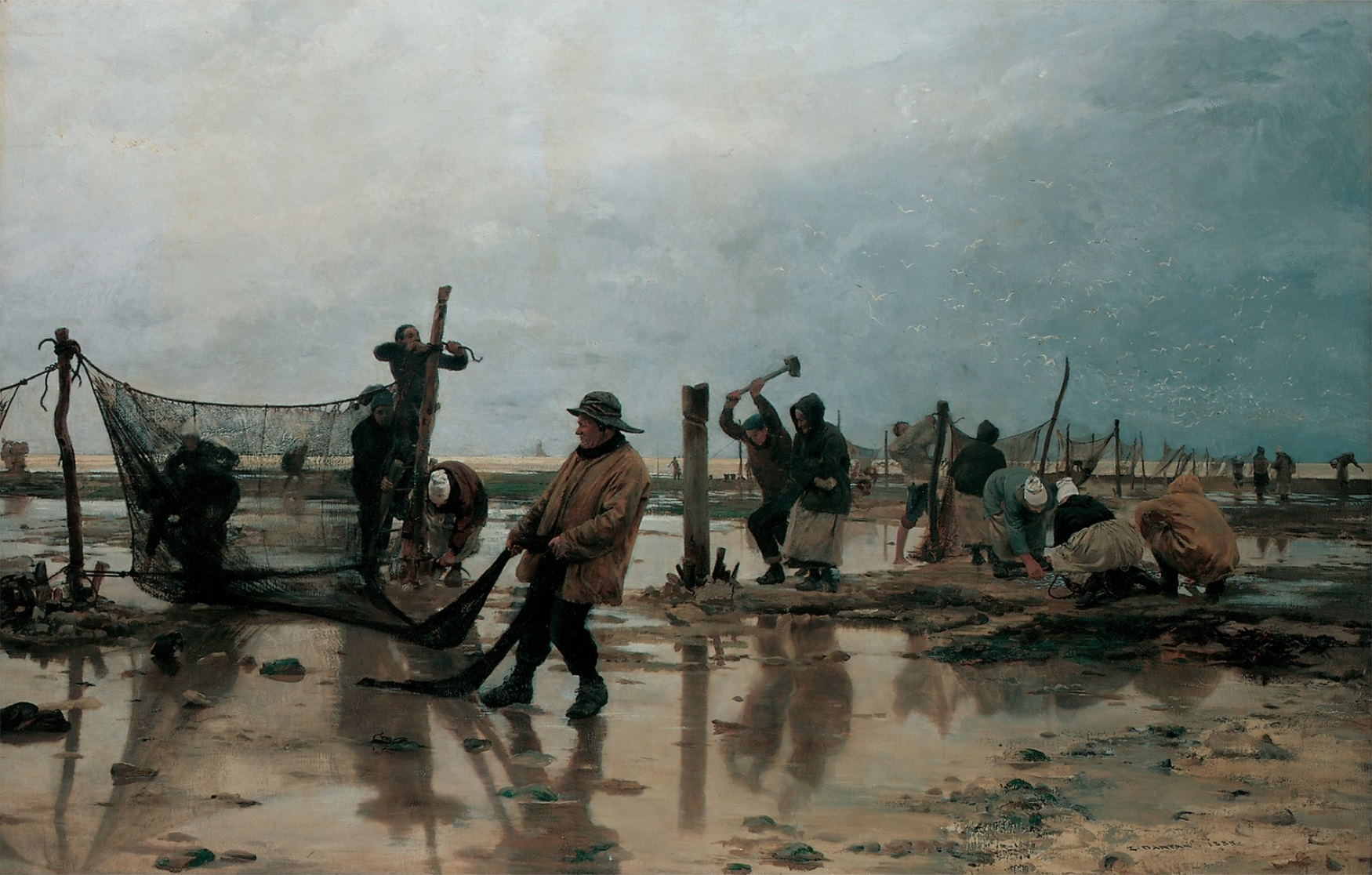
漁の網の固定 (1885)

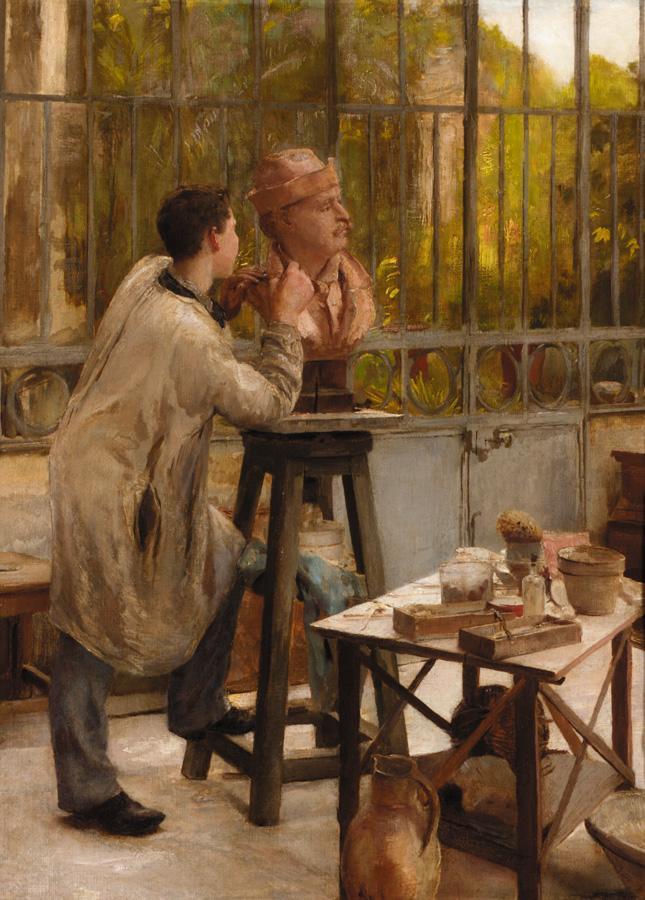
彫刻家のアトリエ
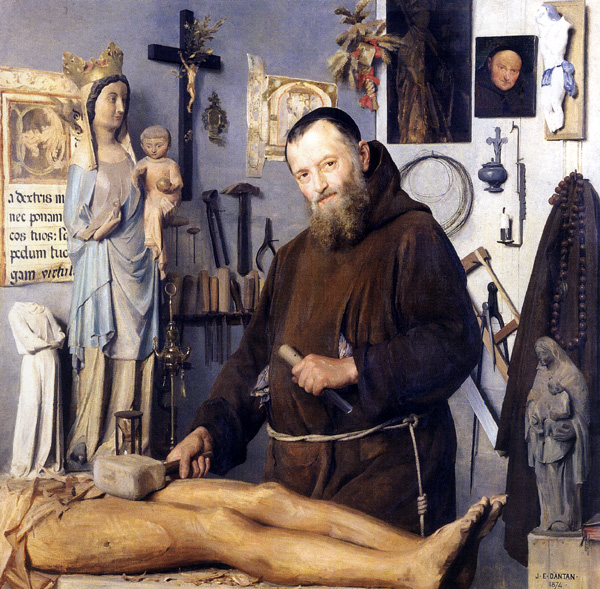
(無題)木彫りする職人(c.1880)
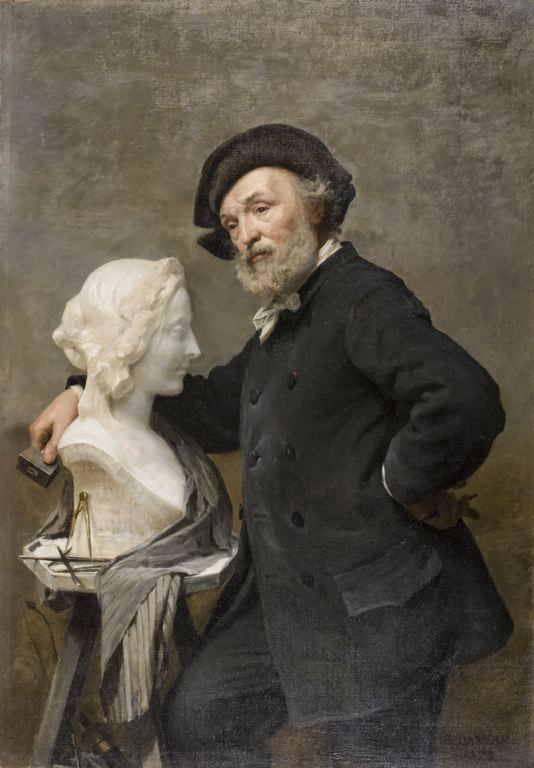
肖像画
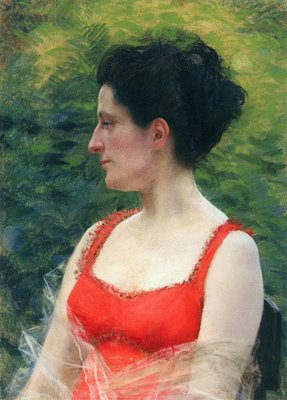
肖像画 (1880)